# Huzová
Huzová – miejscowość i gmina (obec) w Czechach, w kraju ołomunieckim, w powiecie Ołomuniec. W 2022 roku liczyła 562 mieszkańców.
Pierwsza wzmianka o miejscowości pochodzi z 1141 roku. 1 stycznia 2005 gminę przeniesiono z powiatu Bruntál do powiatu Ołomuniec.

## Części gminy
- Arnoltice
- Huzová
- Veveří[potrzebny przypis]